# Rhombophryne mangabensis
Rhombophryne mangabensis es una especie de anfibio anuro de la familia Microhylidae.

## Distribución geográfica
Esta especie es endémica de Nosy Mangabe en Madagascar. 
Su presencia es incierta en la península de Masoala.

## Etimología
El nombre de su especie, compuesto por mangab[e] y el sufijo latín -ensis, significa "que vive, que habita" y le fue dado en referencia al lugar de su descubrimiento, la Isla Mangabe.

## Publicación original
- Glaw, Köhler & Vences, 2010 : A new fossorial frog, genus Rhombophryne, from Nosy Mangabe Special Reserve, Madagascar. Zoosystematics and Evolution, vol. 86, n.º 2, p. 235-243.[4]